# Ethan Kandler
Ethan Kandler est un astronome américain.

## Biographie
Le Centre des planètes mineures le crédite de la découverte de trois astéroïdes, effectuée en 1999, toutes avec la collaboration de Walter R. Cooney, Jr..
| (79912) Terrell      | 10 février 1999 |
| (85878) Guzik        | 13 février 1999 |
| (162158) Merrillhess | 15 février 1999 |